# Nasceu, nasceu, pastores
"Nasceu, nasceu, pastores" ou, em castelhano, "Nació, nació, pastores" é um vilancico de Natal de origem espanhola que se popularizou em Portugal.

## História

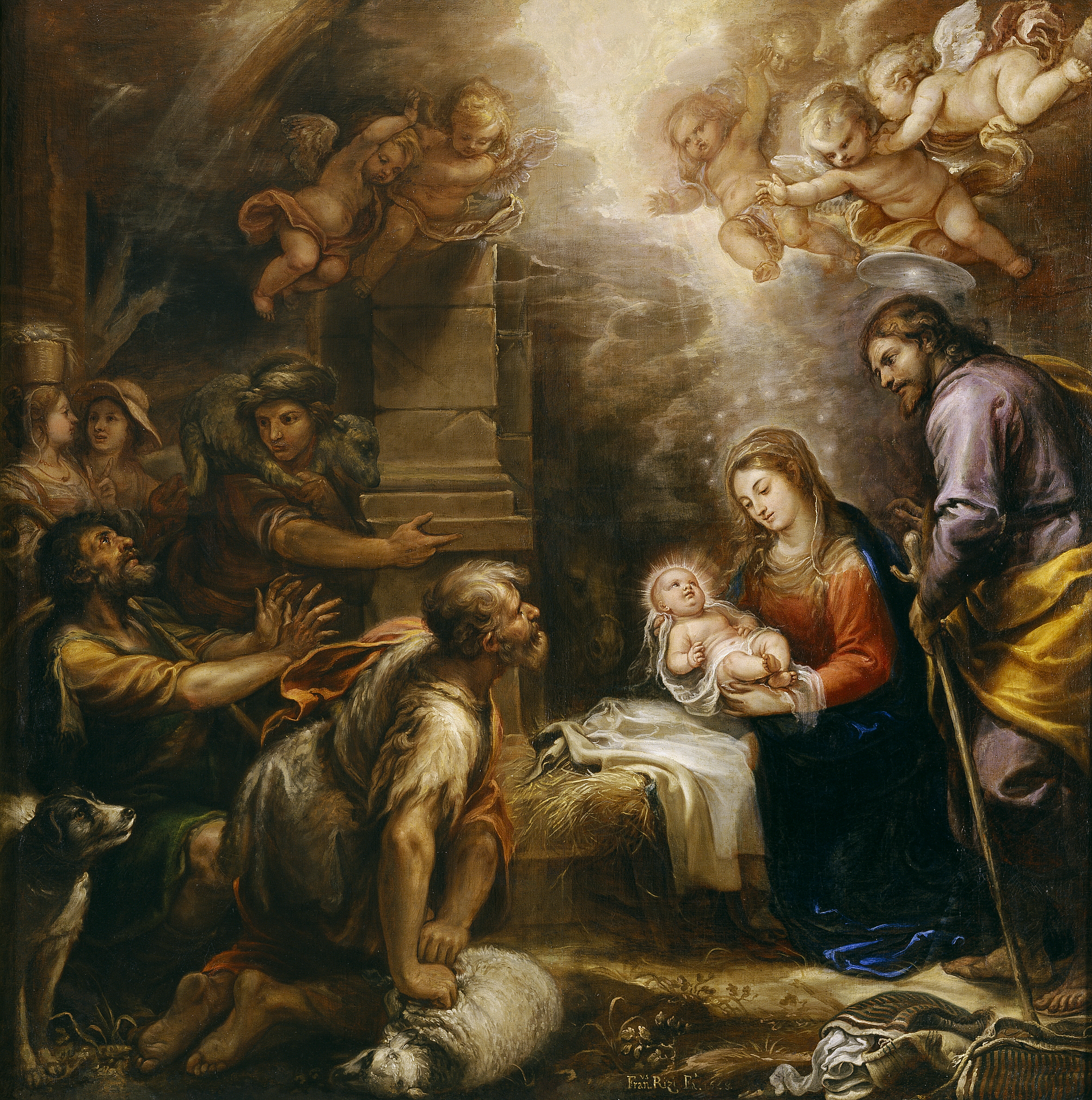
Rizi: Adoração dos pastores (1668) no Museu do Prado.

A origem espanhola desta vilancico de Natal é referida em 1906 pelo autor português António C. de Menezes na sua obra chamada Melodias de Sala. Nesta, Menezes inclui uma adaptação lusa, com letra da autoria do padre Joaquim Dias Silvares e acrescenta ainda que "Nasceu, nasceu, pastores" ter-se-ia tornado popular em Portugal por volta de 1876.
Segundo o musicólogo português Mário de Sampayo Ribeiro, que recolheu uma outra adaptação portuguesa proveniente da  freguesia de Linhares no concelho de Celorico da Beira, a música foi composta entre os anos de 1700 e 1725.
Em Espanha, "Nació, nació, pastores" é bastante conhecido na harmonização de Amadeu Vives i Roig, um célebre compositor catalão. Em Portugal, embora tenha sido harmonizada por Mário de Sampayo Ribeiro, a fama que conquistou deve-se, em grande parte, à versão de 1988 de César Batalha para o Coro Infantil de Santo Amaro de Oeiras, também intérpretes do clássico natalício "A todos um Bom Natal".

## Letra

Partitura de Nasceu, nasceu, pastores (1906).

O tema da letra deste vilancico é a adoração dos pastores.
A letra com que se canta em português é em parte uma tradução da versão castelhana:
| Versão de Joaquim Dias Silvares | Versão original em castelhano |
| --- | --- |
| Nasceu, nasceu, pastores, Jesus, o suspirado! Com passo apressurado Corramos a Belém! Voemos à lapinha, A ver o Rei divino, Que um Deus, o Deus Menino, Do Céu salvar-nos vem!                 | ¡Nació, nació, pastores, Jesús el Niño hermoso! ¡Con paso presuroso Vayamos le a adorar! ¡Mirad aquel establo, Mirad aquellas pajas, Son estas las alhajas, De quien nos quiso amar!     |
| Olhai-lhe os lindos olhos, Estrelas rutilantes. Mais claros que diamantes, Mais vivos que os rubins! Mirai-lhe o lindo rosto, Que excede na candura Dos jaspes a brancura, A neve dos jasmins! | Mirad aquellos ojos, Estrellas son radiantes. ¡Y vence los brillantes, Del rostro el resplandor! ¡Los labios le sonríen Cual flor de primavera Que alegra la pradera Con su galano olor! |